# Le Prêcheur

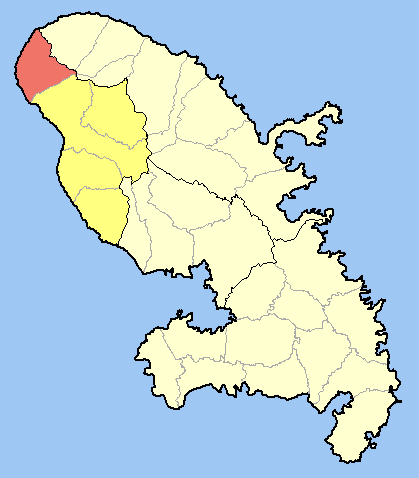
Situació de Le Prêcheur

Le Prêcheur és un municipi francès, situat a la regió de Martinica. El 2009 tenia 1.735 habitants. Es troba a 10 kilòmetres de Saint-Pierre a la costa del Carib, a l'extrem nord de l'illa.

## Demografia
|  | 2.613 | 2.284 | 2.005 | 2.050 | 1.844 | 1.717 |  |  |  |  |  |  |  |  |  |  |
|  |       |       |       |       |       |       |  |  |  |  |  |  |  |  |  |  |

## Administració
| Període   | Identitat        | Partit     |
| --------- | ---------------- | ---------- |
| 1996-2008 | Roger Nadeau     | Osons Oser |
| 2008-     | Marcellin Nadeau | MODEMAS    |

## Personatges il·lustres
- Françoise d'Aubigné futura Madame de Maintenon hi passà la infantesa.